# مرسدس-بنز اس‌ال‌آر مک‌لارن
مرسدس-بنز اس‌ال‌آر مک‌لارن (به انگلیسی: Mercedes-Benz SLR McLaren) یک خودروی سوپراسپرت ساخت شرکت مرسدس بنز و با مشارکت شرکت مک‌لارن می‌باشد. در سال ۲۰۰۸ این خودرو با قیمت ۵۰۰٬۰۰۰ دلار نهمین خودروی گران جهان بوده‌است.
این خودرو با شباهت‌هایی به اتومبیل‌های فرمول یک و با وزن ۱۸۲۲ کیلوگرم ساخته شده و با کمال تعجب در مصرف درون شهری نیز می‌تواند به طور مناسبی ظاهر شود.
موتور پر قدرت ۵٫۵ لیتری آن قدرتی معادل ۶۲۶ اسب بخار تولید می‌کند که می‌تواند با حداکثر سرعت ۳۳۲ کیلومتر بر ساعت حرکت کند و به آن شتاب ۰ تا ۱۰۰ معادل ۳٫۵ ثانیه می‌بخشد.
گیربکس : 5 سرعته اتوماتیک سکوئنشال ( مرحله ای ) _ ترمز ها : سرامیکی فیبر کربن _ وزن : 1600 kg
مرسدس مدل کاستومایز شده ای از SLR را با کد 722 و به یاد اسطوره انگلیسی و راننده SLR 300 یعنی استرلینگ ماوس و دنیس ینکینسون که در مسابقات Mille Miglia در سال 1955 مسابقه را راس ساعت 7:22 آغاز نمود نامگذاری و وارد بازار نمود تا از زحمات بی دریغ این دوراننده حرفه ای تیم رالی مرسدس قدر دانی کوچکی به عمل آورده باشد .
پیشرانه SLR 722 هشت سیلندر با حجم 5500 cc و دست پرورده متخصصین مجرب AMG است . و قادر به تولید 650 اسببخار قدرت است .
شتاب 0 تا 100 :  2/10ثانیه
شتاب 0 تا 200 : 6/3 ثانیه
ماکزیمم سرعت :343 km/h